# Queen in Nuce
Singles
Queen in Nuce est une compilation non officielle d’origine italienne sortie en 1995,. Elle contient des titres enregistrés par les groupes Smile et Queen entre les années 1969 et 1973.
Seule compilation du groupe Smile disponible sur le marché, Queen in Nuce reprend le contenu d'une compilation officielle sortie par le label Mercury Records - qui avait signé Smile mais n'a jamais sorti d'enregistrement du temps où le groupe était actif - en 1982, à destination exclusive du marché japonais, intitulée Gettin' Smile.
La majorité des bandes de travail de l'époque ayant été perdues, cette version CD est principalement basée sur des enregistrements sortis sur supports microsillon sous forme de singles. Cette compilation n'ayant fait l'objet d'aucun traitement spécifique, les grattements caractéristiques du support vinyle restent audibles.

## Liste des titres
1. Going back (D. Springfield, chanté par « Larry Lurex », premier nom de scène de Freddie Mercury, 3 min 13 s)
2. I can hear music (Greenwich-Spector-Barry, chanté par « Larry Lurex », 3 min 19 s)
3. Mad the swine (Brian May - Roger Taylor- Freddie Mercury, 3 min 18 s)
4. Polar Bear (Tim Staffel, 3 min 58 s)
5. April Lady (May - Staffel, 2 min 40 s)
6. Polar Bear (May - Staffel, 3 min 55 s)
7. Step on me (May - Staffel, 3 min 08 s)
8. Blag (May - Staffel, 3 min 12 s)
9. Going back (D. Springfield, remix, 5 min 25 s)